# 周坨子镇
周坨子镇，是中华人民共和国辽宁省沈阳市新民市下辖的一个乡镇级行政单位。

## 行政区划
周坨子镇下辖以下地区：
周坨子村、赵坨子村、韩坨子村、大坨子村、安坨子村、苏坨子村、东炮台子村、西炮台子村和王家甸子村。